# Colonița, Chișinău
Colonița este un sat din sectorul Ciocana, municipiul Chișinău, Republica Moldova. Este situat la 7 km est de Chișinău la poalele unui deal cu înălțimea de 104,7 m, care are aceeași denumire. Suprafața administrativă a satului este de 2.644 ha, dintre care suprafața fondului funciar constituie 1.464 ha; pășuni – 464 ha; fondul silvic – 332 ha, drumurile – 35 ha.
Conform datelor statistice din 2014, populația constituie 3.367 de oameni. Majoritatea absolută a locuitorilor o constituie moldovenii, dar sunt și alte naționalități: ruși, ucraineni, găgăuzi, bulgari, germani etc.

## Istorie

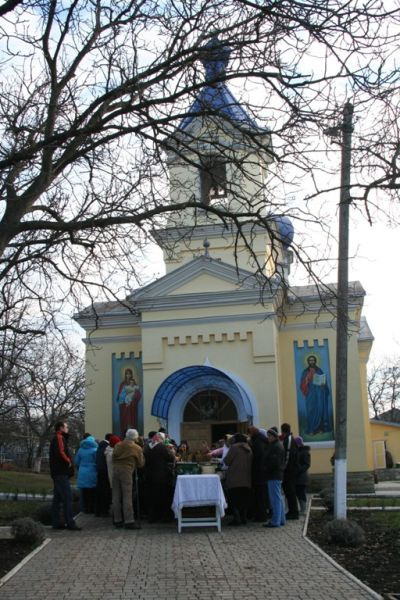
Fațada lăcașului

Colonița s-a constituit istoric din satul cu aceeași denumire, precum și din localitățile Grecea de Jos și Ciocana Veche, ultimele fiind două seliști mici, apropiate una de alta, care s-au contopit cu Colonița. O altă localitate absorbită a fost Movileni, strămutat aici în anul 1965 d.Hr.
Conform unei legende, pe timpul domniei Movileștilor (1595-1611, 1615-1616) primii locuitori ai acestor pământuri se ocupau cu păstoritul. Pentru adăpostirea oilor sau a vitelor ei construiau șoproane mari din nuiele, acoperite cu paie, streșinile late fiind sprijinite cu stâlpi groși, asemănători unor coloane. În partea estică a localității se așterne un șes numit de pe atunci Valea Coloniței. De la o altitudine mai mare puteau fi observate ușor șirurile grinzilor verticale – colonițele din lemn. Prima mențiune a moșiei răzășești Colonița apare într-un document datat cu 1605. În același document, se regăsește textul „Colonița în apropiere de satul Mereni este a lui Ionașcu Grizunul și a lui Pavăl Grizunul fiind frați și prenepoții lui Gavriil Grizunul, ce pentru dreptate și slujbe credincioase a fost miluit de bătrânul domn Ștefan Voievod”. Există o teorie că în secolul al XVII-lea „bătrânul domn Ștefan” putea fi Ștefan cel Mare, altfel încât Colonița ar fi putut exista în timpul domniei acestuia.
Colonița este localitatea natală a lui Gheorghe Ghimpu, militant pentru independența Republicii Moldova, Mihai Ghimpu, președinte interimar al țării (11 septembrie 2009 – 28 decembrie 2010), Dorin Chirtoacă, primar de Chișinău (2007-2018), cât și a poeților și scriitorilor Ion Proca (1945-2014) și Simion Ghimpu (1939-2010).

### Biserica
Biserica din Colonița are hramul „Nașterea Maicii Domnului”, care se sărbătorește anual la 21 septembrie. Piatra de temelie a fost pusă în anul 1909, această dată fiind inscripționată pe pristolul care se află în subsolul bisericii. A fost construită în aproximativ 4 ani, finalizându-se construcția cam în același timp ca în satul vecin, Budești, unde construcția bisericii începuse mai înainte. Pământul pe care a fost înălțată biserica a fost oferit de familia Mazîlu, a cărei proprietate fusese. Astfel, inaugurarea a avut loc în anul 1913. Din 1995 preot paroh este Victor Tofa.

## Date demografice
Conform recensământului din 2014, în Colonița locuiesc 3.367 de persoane.

### Structura etnică
Structura etnică a localității conform recensământului populației din 2004:
| Grup etnic                                               | Populație | Procentaj    |
| -------------------------------------------------------- | --------- | ------------ |
| Băștinași declarați Moldoveni Băștinași declarați Români | 2.988 148 | 89,46% 4,43% |
| Ruși                                                     | 85        | 2,54%        |
| Ucraineni                                                | 84        | 2,51%        |
| Bulgari                                                  | 14        | 0,42%        |
| Găgăuzi                                                  | 5         | 0,15%        |
| Polonezi                                                 | 2         | 0,06%        |
| Țigani                                                   | 1         | 0,03%        |
| Alții                                                    | 13        | 0,39%        |
| Total                                                    | 3.340     | 100%         |

## Administrație și politică
Componența Consiliului local Colonița (13 consilieri), ales la 5 noiembrie 2023, este următoarea:
|  | Partid                           | Consilieri | Componență | Componență | Componență | Componență | Componență | Componență | Componență | Componență |
|  | -------------------------------- | ---------- | ---------- | ---------- | ---------- | ---------- | ---------- | ---------- | ---------- | ---------- |
|  | Mișcarea Alternativa Națională   | 8          |            |            |            |            |            |            |            |            |
|  | Partidul Acțiune și Solidaritate | 3          |            |            |            |            |            |            |            |            |
|  | Partidul Liberal                 | 1          |            |            |            |            |            |            |            |            |
|  | Partidul Democrația Acasă        | 1          |            |            |            |            |            |            |            |            |

## Galerie de imagini

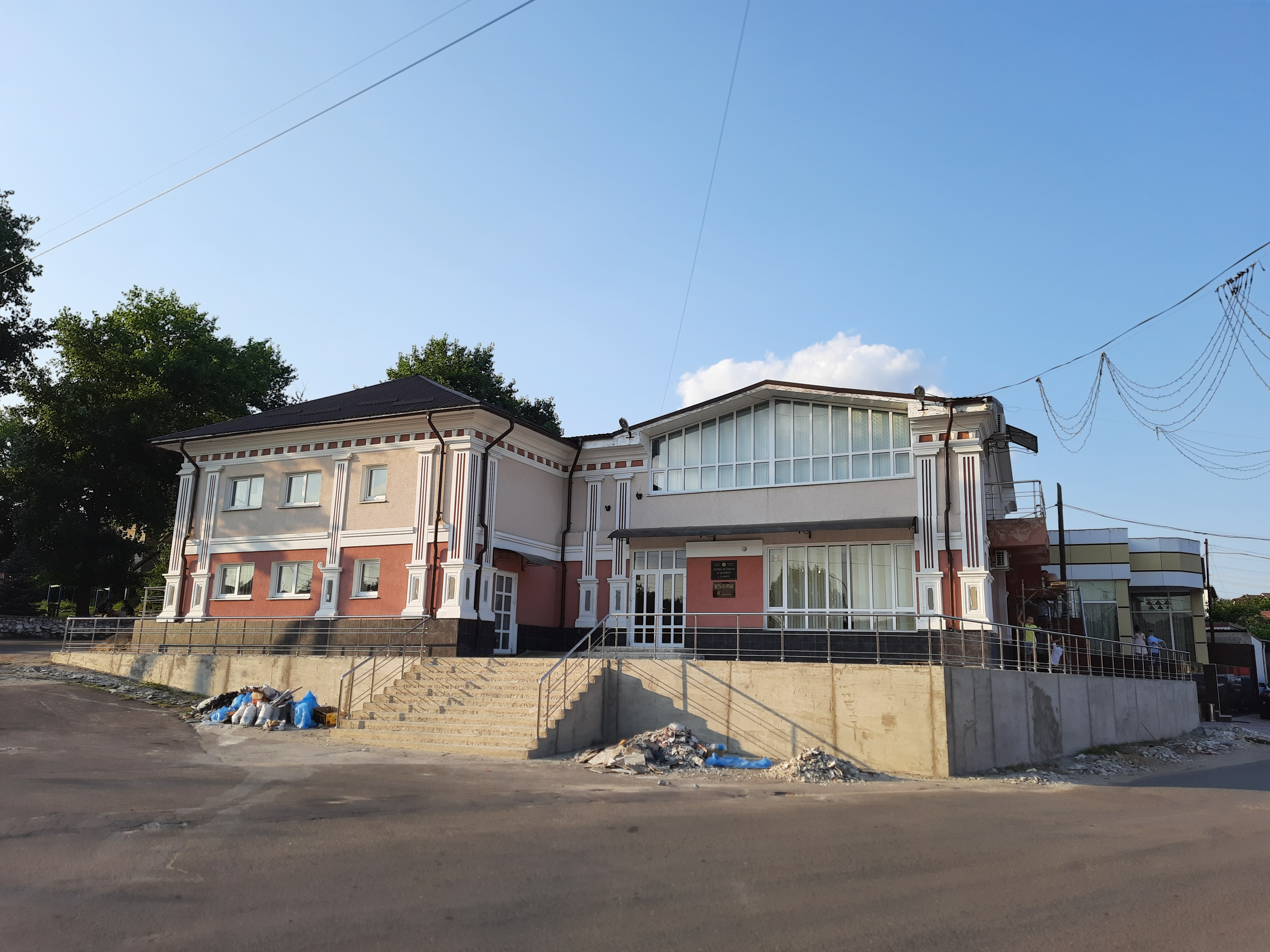
Centrul de Creație și Agrement din Colonița.
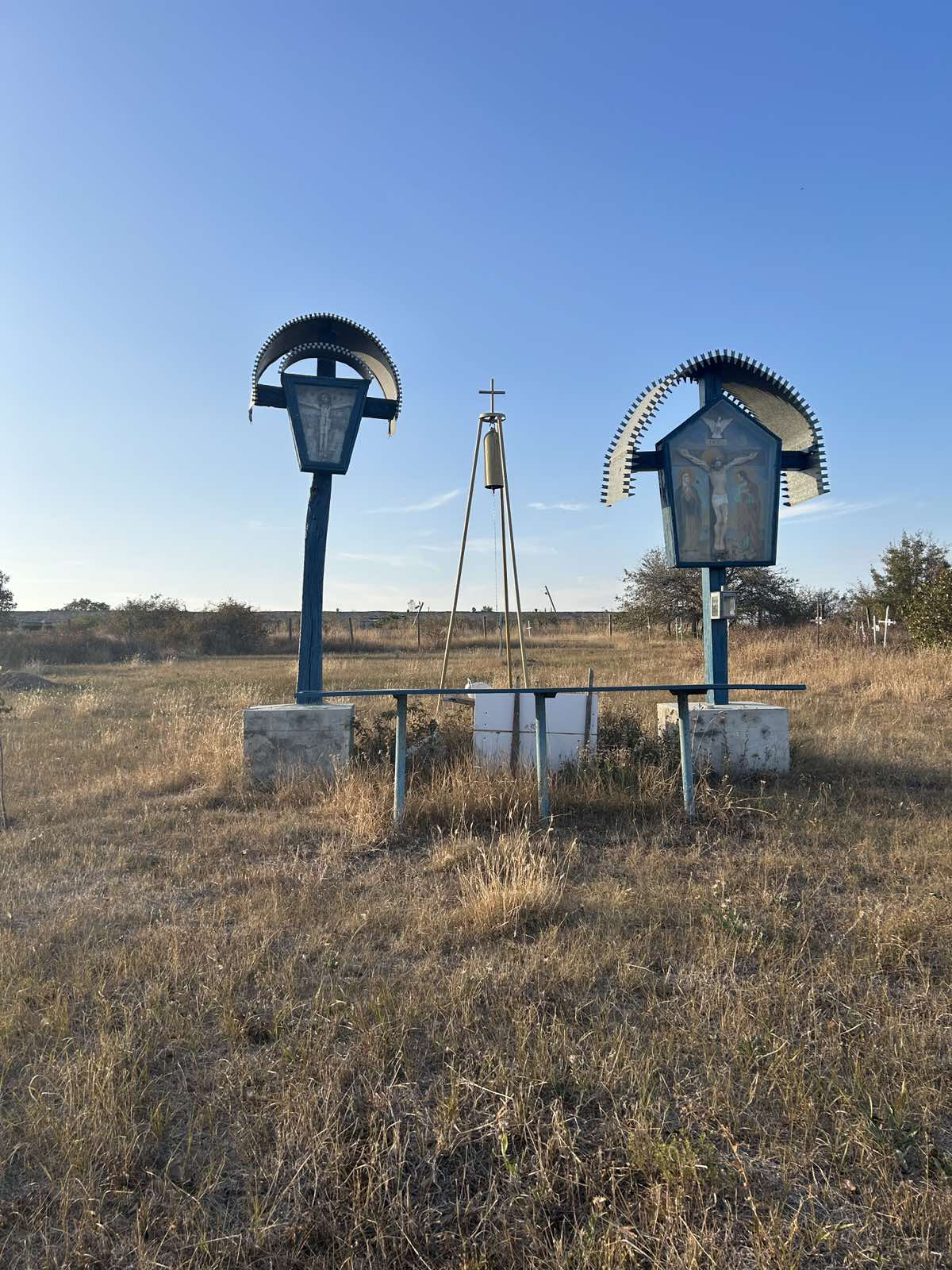
Răstignirile cimitirului abandonat „de la Greaca”.
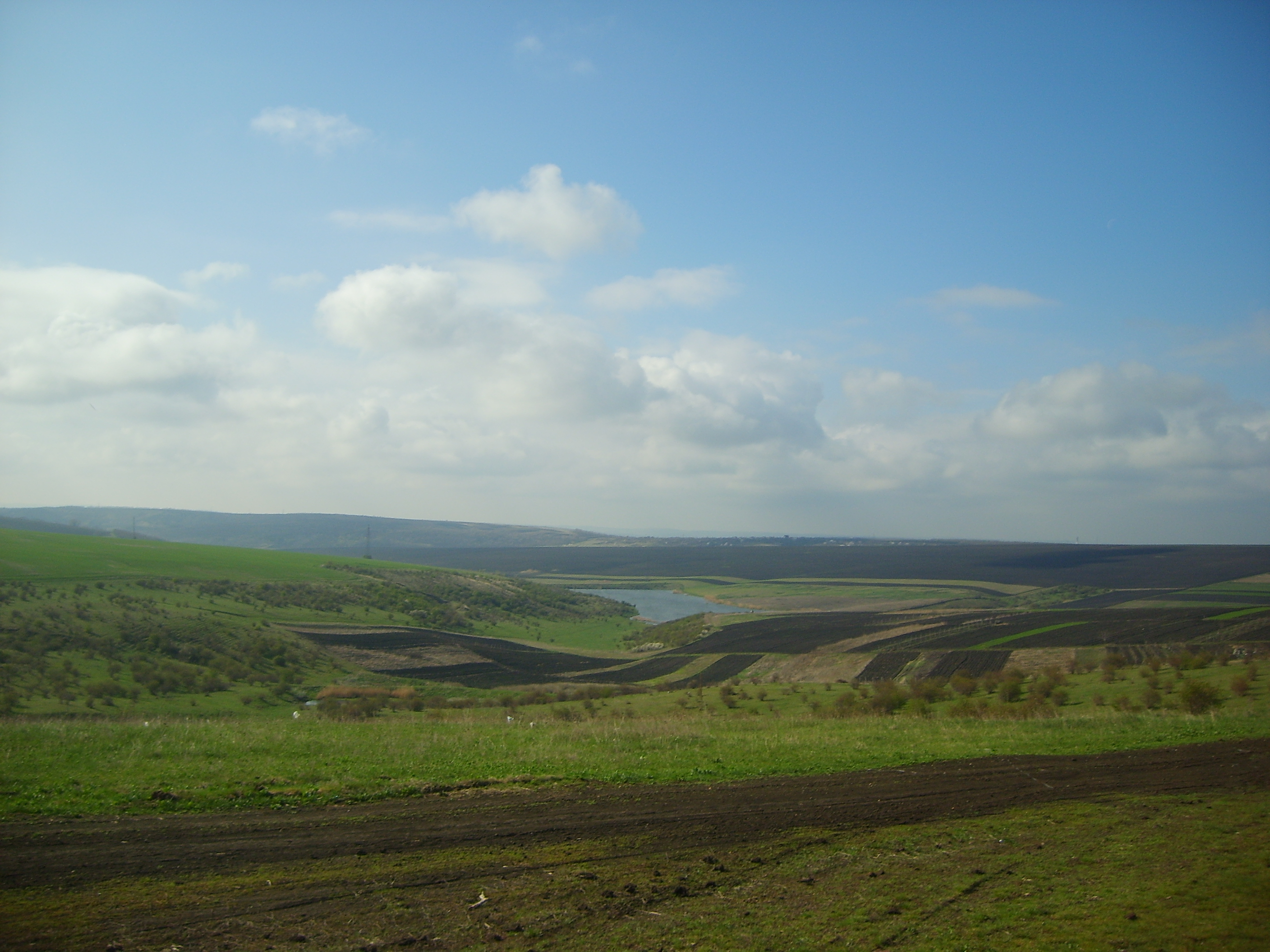
Peisaj de lângă localitate.